# Carlotta di Francia
Carlotta di Valois-Angoulême (Castello d'Amboise, 23 ottobre 1516 – Castello di Saint-Germain-en-Laye, 18 settembre 1524) è stata una principessa francese.

## Biografia

### Primi anni di vita
Carlotta nacque nel Castello di Amboise il 23 ottobre 1516, figlia del re Francesco e della regina Claudia. Aveva occhi blu-verdastri e capelli di colore rosso brillante. Era una dei sei figli del re e della regina, la quale aveva i capelli rossi ereditati da sua madre, Anna di Bretagna. Visse una vita felice, si trasferì con la famiglia dal Castello di Amboise al Castello di Saint-Germain-en-Laye, prima del marzo 1519.

### Gli ultimi anni e la morte
La principessa trascorse la sua vita al Castello di Saint-Germain-en-Laye. Era stata una bambina delicata e fragile. A sette anni prese il morbillo, la stessa malattia che uccise suo cugino, Carlo Orlando, Delfino di Francia.
Le uniche a prendersi cura di lei, mentre era malata, furono sua zia Margherita d'Angoulême e sua nonna Luisa di Savoia, poiché 
sua madre Claudia era morta due mesi prima e suo padre Francesco era andato in guerra e successivamente imprigionato, quindi non fu affatto vicino alla figlia al momento della sua morte, avvenuta il 18 settembre 1524.

## Ascendenza
|                           |                 |                           | Genitori               |  |  | Nonni |  |  | Bisnonni                     |  |  | Trisnonni                 |  |
|                           |                 |                           |                        |  |  |       |  |  | Giovanni di Valois-Angoulême |  |  | Luigi I di Valois-Orléans |  |
|                           |                 |                           |                        |  |  |       |  |  | Giovanni di Valois-Angoulême |  |  | Luigi I di Valois-Orléans |  |
|                           |                 | Valentina Visconti        |                        |  |  |       |  |  | Giovanni di Valois-Angoulême |  |  |                           |  |
| Carlo di Valois-Angoulême |                 |                           |                        |  |  |       |  |  | Giovanni di Valois-Angoulême |  |  |                           |  |
|                           |                 | Margherita di Rohan       | Alain IX di Rohan      |  |  |       |  |  |                              |  |  |                           |  |
|                           |                 | Margherita di Rohan       | Alain IX di Rohan      |  |  |       |  |  |                              |  |  |                           |  |
|                           |                 | Margherita di Rohan       | Margherita di Bretagna |  |  |       |  |  |                              |  |  |                           |  |
| Francesco I di Francia    |                 | Margherita di Rohan       |                        |  |  |       |  |  |                              |  |  |                           |  |
|                           |                 | Filippo II di Savoia      | Luigi I di Savoia      |  |  |       |  |  |                              |  |  |                           |  |
|                           |                 | Filippo II di Savoia      | Luigi I di Savoia      |  |  |       |  |  |                              |  |  |                           |  |
|                           |                 | Filippo II di Savoia      | Anna di Cipro          |  |  |       |  |  |                              |  |  |                           |  |
| Luisa di Savoia           |                 | Filippo II di Savoia      |                        |  |  |       |  |  |                              |  |  |                           |  |
|                           |                 | Margherita di Borbone     | Carlo I di Borbone     |  |  |       |  |  |                              |  |  |                           |  |
|                           |                 | Margherita di Borbone     | Carlo I di Borbone     |  |  |       |  |  |                              |  |  |                           |  |
|                           |                 | Margherita di Borbone     | Agnese                 |  |  |       |  |  |                              |  |  |                           |  |
| Charlotte de Valois       |                 | Margherita di Borbone     |                        |  |  |       |  |  |                              |  |  |                           |  |
|                           | Carlo d'Orléans | Luigi I di Valois-Orléans |                        |  |  |       |  |  |                              |  |  |                           |  |
|                           | Carlo d'Orléans | Luigi I di Valois-Orléans |                        |  |  |       |  |  |                              |  |  |                           |  |
|                           | Carlo d'Orléans | Valentina Visconti        |                        |  |  |       |  |  |                              |  |  |                           |  |
| Luigi XII di Francia      | Carlo d'Orléans |                           |                        |  |  |       |  |  |                              |  |  |                           |  |
|                           |                 | Maria di Clèves           | Adolfo I di Kleve      |  |  |       |  |  |                              |  |  |                           |  |
|                           |                 | Maria di Clèves           | Adolfo I di Kleve      |  |  |       |  |  |                              |  |  |                           |  |
|                           |                 | Maria di Clèves           | Maria di Borgogna      |  |  |       |  |  |                              |  |  |                           |  |
| Claudia di Francia        |                 | Maria di Clèves           |                        |  |  |       |  |  |                              |  |  |                           |  |
|                           |                 | Francesco II di Bretagna  | Riccardo di Dreux      |  |  |       |  |  |                              |  |  |                           |  |
|                           |                 | Francesco II di Bretagna  | Riccardo di Dreux      |  |  |       |  |  |                              |  |  |                           |  |
|                           |                 | Francesco II di Bretagna  | Margherita d'Orléans   |  |  |       |  |  |                              |  |  |                           |  |
| Anna di Bretagna          |                 | Francesco II di Bretagna  |                        |  |  |       |  |  |                              |  |  |                           |  |
|                           |                 | Margherita di Foix        | Gastone IV di Foix     |  |  |       |  |  |                              |  |  |                           |  |
|                           |                 | Margherita di Foix        | Gastone IV di Foix     |  |  |       |  |  |                              |  |  |                           |  |
|                           |                 | Margherita di Foix        | Eleonora di Navarra    |  |  |       |  |  |                              |  |  |                           |  |
|                           |                 | Margherita di Foix        |                        |  |  |       |  |  |                              |  |  |                           |  |

| Controllo di autorità | VIAF (EN) 24155707000622411477 |